# Ashley Young
Ashley Simon Young (født 9. juli 1985) er en engelsk professionel fodboldspiller, som spiller for Championship-klubben Ipswich Town.

## Klubkarriere

### Watford
Young begyndte sin karriere hos Watford, og fik sin professionelle debut med klubben i september 2003. Hans gennembrud på holdet kom i 2004-05 sæsonen, hvor han blev etableret som fast mand. Han var i 2005-06 sæsonen med til at Watford rykkede op i Premier League.

### Aston Villa
Young skiftede i januar 2007 til Aston Villa i en aftale som på tidspunktet var klubbens dyreste transfer nogensinde. Young lavede i 2007-08 sæsonen 17 assists, næstbedst i ligaen efter Cesc Fàbregas, og han blev som resultat inkluderet på årets hold i ligaen. Året efter i 2009 vandt han PFA Young Player of the Year-prisen.

### Manchester United
Young skiftede i juni 2011 til Manchester United. Han scorede sit første mål for klubben den 28. august i en historisk 8-2 sejr imod Arsenal.
Efter at have spillet hele sin karriere som fløjspiller, så begyndte Young under træner Louis van Gaal, og især under hans efterfølger José Mourinho, at bliverbrugt som back. Han blev i august 2019 udpeget som klubbens nye anfører.

### Inter Milan
Young skiftede i januar 2020 til Inter Milan. Han var med til at vinde Serie A i 2020-21 sæsonen.

### Aston Villa retur
Young vendte i juni 2021 tilbage til Aston Villa.

### Everton
Young skiftede i juli 2023 til Everton.

## Landsholdskarriere

### Ungdomslandshold
Young har repræsenteret England på U/21-niveau.

### Seniorlandshold
Young debuterede for Englands landshold den 16. november 2007.